# 타크나주

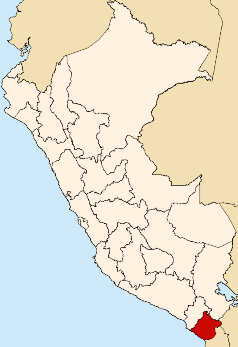
타크나 주의 위치

타크나주(스페인어: Departamento de Tacna)는 페루 최남단에 위치한 주로 주도는 타크나이며 면적은 16,075.89km2, 인구는 274,496명(2005년 기준)이다.
서쪽으로는 태평양, 북쪽으로는 모케과 주, 북동쪽으로는 푸노 주와 접하며 동쪽으로는 볼리비아, 남쪽으로는 칠레와 국경을 접한다. 4개 군과 26개 구를 관할한다.